# W. Horváth Tibor
w. Horváth Tibor (Körmend, 1990. június 15. –) médiadesigner, médiaművész, performanszművész, zenész.
A Moholy-Nagy Művészeti Egyetemen médiadesign, MA diplomát szerzett 2015-ben. Mesterei, Szirtes János és Tasnádi József nagy hatással voltak munkáira.
2012: A Szentgotthárdi Templom Galéria és a Szemle egyesület alapító tagja. 
Számos kiállításon vett részt alkotóként és szervezőként egyaránt. Folyamatos videóművészeti tevékenysége a performansz határterületeit kutatja.
2014: 10 Deka Művészet címmel rövid, performansz alapú videósorozatot hoz létre, melynek szereplője önmaga. Ez a fajta groteszk humorú sorozata folyamatosan bővül.
2015: A TÁJIDEGEN című kisérleti kisjáték film rendezője.
2015: Szirtes Jánossal, mesterével koprodukcióban számos performansz- és videóműben tevékenykedett. Létrehozta a Tájidegen Szentgotthárdi Művészeti Szabadnapok című összművészeti kortárs négynapos happeninget, amelyet minden évben megrendeznek.
2015: A Szombathelyi Művészeti Szakgimnázium, Mozgókép és Animációkészítő szak oktatója.
2016: A Kompánia színházi társulattal több előadáson dolgozik együtt mint előadó.

## Válogatás cikkekből
- http://www.nyugat.hu/tartalom/cikk/tajidegen2017_visszatekintes
- Elképesztő módon tiltakozik a szombathelyi művész Szent Márton sólymos képe miatt
- Mit keres a bugyi a bendzsón? – Kiállítás az Irokéz Galériában
- Szirtes János és W. Horváth Tibor képzőművészek Pro.143 című performansza nyitotta meg a kiállítást a Modemben június 4-én
- http://www.origo.hu/utazas/magyarorszag/20161013-riport-a-mariaujfalusi-viztarozo-kozepere-epitett-gemeskutrol.html

## Kiállítások, események, munkák
- 2018.10.21. – Társalgó festészet 2. / csoportos kiállítás / kiállító / Zéró Galéria, ELTE SEK, Szombathely
- 2018.10.10. – Társalgó festészet / csoportos kiállítás / Magyar festészet napja / kiállító / Társalgó Galéria, Szombathely
- 2018.10.10. – Muzsikás videók / Szirtes János kiállítása / közreműködő performer / Liget Galéria, Budapest
- 2018.09.23. – Szemelvények az érintésről, Molnár Ágnes Éva kiállítása / megnyitó performer / Vajda Lajos Stúdió, Szentendre
- 2018.08.09. – Sziget fesztivál / Bizalom performance / partner: Takáts Fruzsina / Budapest
- 2018.08.08. – 4. Tájidegen Művészeti Szabadnapok / főszervező / Szentgotthárd
- 2018.08.09. – Sziget fesztivál / Hintó installáció / Budapest
- 2018.07.05. – ACB galéria / Hullám kiállítás / csoportos kiállítás / kiállító / Budapest
- 2018.06.08. – Transart Communication / Performance boat, Budapest-Pozsony / meghívott művész
- 2018.06.07. – Vajda Lajos Stúdió (VLS) / Expedíció című kiállítás / megnyitó performer / Szentendre
- 2018.03.07. – A fák soha nem híznak el, de mi van a bimbokkal? / egyéni kiállítás / Jurányi Ház, Kréta galéria, Budapest
- 2018.02.22. – Derkovits Gyula művészeti ösztöndíj / kiállítás / Műcsarnok, Budapest
- 2018.02.13. – Nyílt Tér / csoportos kiállítás / Arkt művészeti ellátó / Eger / kiállító
- 2018.01.26. - HomeBank színházi előadás / Weöres Sándor színház Szombathely / media designer, visual artist
- 2017.12.17. - Szent End Go / Hosszútávú kulturális csereprogram Szentendre és Szentgotthárd művészei között.
- 2017.10.28. 2. Presidance tángála / Szentgotthárd, Színház / koordinátor, designer
- 2017.10.11. KOMA Kortárs Magyar - Nem várt apoteózis! / Sopron, Design Hét /előadás /
- 2017.08.28. Mezőszemere, Bukta Imre művésztelep / meghívott művész
- 2017.08.09. 3. Tájidegen Művészeti Szabadnapok, Szentgotthárd / Főszervező
- 2017.08.09. Pandák alvó nőt néznek a bambuszerdőben c. kiállítás, Hecker Péter / Lila ház, Szentgotthárd / Tájidegen Művészeti Szabadnapok / szervező
- 2017.07.30. Salsa Malverde c. kiállítás, Stano Cerny és Daniela Jauregui / pre Tájidegen Művészeti Szabadnapok, Templom Galéria Szentgotthárd /  szervező
- 2017.06.29. Pár-Kapcsolat c. kiállítás Szirtes János és Molnár Ágnes Éva / Szerelmesek fesztiválja, Templom Galéria Szentgotthárd / kurátor
- 2017.05.06. Arcal a Halnak Romépítés színházi előadás / Artus Stúdió / színész
- 2017.03.23. Szombathelyi Művészeti Szakközépiskola kiállításmegnyitó performance /szervező, performer /Képtár, Szombathely
- 2017.01.22. Trafó NEXT / Tájidegen film bemutató / filmrendező, alkotó
- 2017.01.18. Barokk / Masszi Ferenc kiállítása, Ljubljana DLULJ gallery (Slo) / performer
- 2016.12.17. Jöttünk a világra / helyspecifikus akció és kiállítás / Szentgotthárd
- 2016.09.30. Roncsolások / Baráth Noémi kiállítása, Szombathely weöres sándor színház /performer
- 2016.09.23. Kontroll / mome media design kiállítása / Műcsarnok / megnyitó performer
- 2016-09.09. Pálfalusi Atilla és fia Kiállítása, Miskolc / megnyitó performer
- 2016-09.01. Mezőszemere, Bukta Imre művésztelep / meghívott művész
- 2016- 08.17. 2. Tájidegen Művészeti szabadnapok / főszervező
- 2016 Gém / GAME kapocs / Kiállítás megnyitó performance Szirtes Jánossal / MODEM, Debrecen
- 2016 A tánc fesztiválja / Szirtes János "Bizalom" performance / Hangvilla, Veszprém
- 2016 7+8 Horváth János és tanítványai kiállítás / szervező / Templom Galéria, Szentgotthárd
- 2016 Közös preferenciák / kiállító, csoportos kiállítás / Írókéz Galéria
- 2016 Szombathelyi Művészeti Szakközépiskola 25. jubileumi kiállítása /szervező, performer /Képtár, Szombathely
- 2015 Fényrés kiállítás és performance / szervező, előadó
- 2015 MissionArt 25 éves jubileumi ünnepség / performance Molnár Ágnes Évával és Szirtes Jánossal
- 2015 Tihany kurzus, Moholy-Nagy Művészeti Egyetem -(oktató, média designer ) Bencés Apátság látogatóközpont, általános iskola
- 2015 ATLANTISZ - Apáti Tóth Sándor kiállításának társkurátora, Templom Galéria
- 2015 TÁJIDEGEN: művészeti szabadnapok (szervező, alkotó) Szentgotthárd
- 2015 Tájidegen kisérleti kisjáték film / rendező
- 2015 OFF-Biennále Budapest : Boomerang  ( performance és kiállítás) / kiállító
- 2015 Self immolation, Magyarics Tibor (performance) - Lengyel intézet, Latarka Galéria
- 2014 Angyali Üdvözlet Szabadon (kiállítás, happening) - Templom Galéria, Szentgotthárd
- 2014 Horváth Gergely: A sajt és a kukacok (megnyitó performer) - Egymű Galéria, Miskolc
- 2014 UNLOCK (kiállítás, performance, fényfestés) - Templom Galéria, Szentgotthárd
- 2014 www.llllllllllllllllllllllllllllll.org (online színház, performance) - Jurányi Produkciós Közösségi Inkubátorház /
- 2014 Moholy-Nagy Művészeti Egyetem - Tartalomszolgáltatás (közös kiállítás, performance) - Next Art, Budapest
- 2013 Mozgókép bolt installáció - Jurányi Ház, Budapest
- 2013 Tóparti 10 deka performance és táblaavatás - Máriaúfalusi tó
- 2013 10 deka művészet (performatív videó sorozat)
- 2012 Fény Derül... (kiállítás) - Templom Galéria, Szentgotthárd
- 2012 Tibi or not to be! (ego trip installáció)
- 2011 Hogyan szabaduljunk meg a gonosztól! (kiállítás és happening) – Budapest
- 2011 Revans (videó installáció)

## Díjak, elismerések
- 2018 Derkovits Gyula képzőművészeti ösztöndíj